# Марценюк Василь Петрович
Васи́ль Петро́вич Марценю́к, (нар. 16 квітня 1971, с. Великі Дедеркали Шумського району Тернопільської області) — український вчений у галузях медичної інформатики та кібернетики, системного аналізу і теорії оптимальних рішень. Доктор технічних наук (2005), професор Тернопільського державного медичного університету імені І. Я. Горбачевського.

## Життєпис

### Освіта
У 1988—1993 навчався на факультеті кібернетики Київського національного університету імені Тараса Шевченка, (спеціальність — прикладна математика, диплом з відзнакою). У 1993—1996 — аспірант кафедри моделювання складних систем Київського національного університету імені Тараса Шевченка, факультет кібернетики.
У 2005—2010 — навчався в Національному фармацевтичному університеті (м. Харків), спеціальність — фармація.

### Кар'єра
Від 1997 року працює в Тернопільському державному медичному університеті:
- перший проректор (2005—2008),
- проректор з науково-педагогічної роботи та новітніх технологій (2008—2009, 2010—2011),
- проректор з наукової роботи та інноваційно-комп'ютерних технологій (2009—2010, 2012—2015),
- завідувач кафедри медичної інформатики (2001—2014, від 2015).

### Наукова діяльність
Від 1996 року — кандидат фізико-математичних наук (спеціальність 01.05.04 — системний аналіз і теорія оптимальних рішень, науковий керівник — проф. Хусаінов Денис Ях'євич). Від 2005 року — доктор технічних наук (спеціальність 01.05.04 — системний аналіз і теорія оптимальних рішень, науковий консультант — проф. Наконечний Олександр Григорович), професор.
Член спеціалізованої вченої ради Д 26.001.35 Київського національного університету імені Тараса Шевченка.
Відповідальний секретар журналу «Медична інформатика та інженерія». Член редакційної колегії науково-практичного журналу «Медична освіта».
Під керівництвом Василя Марценюка захищено чотири докторські та одинадцять кандидатських дисертацій у галузі медичної інформатики, системного аналізу та теорії оптимальних рішень, математичного моделювання та обчислювальних методів.
У 2009—2010 — редагував статті у Вікіпедії, завантажив 10 файлів на Вікісховище.

## Науковий доробок
Автор понад 450 наукових праць, у тому числі 5 монографій (одна видрукувана в США), 2-х підручників, 4-х навчальних посібників, має журнальні публікації в міжнародних видавництвах Springer, Elsevier, Kluwer, Begell house inc.
Основний внесок у науку — «Моделі та методи популяційної динаміки в програмному середовищі підтримки системних медичних досліджень» (тема докторської дисертації). В рамках цієї роботи автором зокрема:
- розроблено математичні моделі системного аналізу патологічних процесів у класі рівнянь популяційної динаміки;
- сформульовано алгоритм системного аналізу зазначених процесів;
- розв'язано задачі ідентифікації параметрів моделей патологічних процесів, що здебільшого є елементами гільбертових просторів. З метою оцінювання систем зі запізненням створено оптимізаційний метод із використанням функції чутливості;
- розроблено методи дослідження стійкості в моделях динаміки Гомперца, імунної системи, реконструкції кісткової тканини;
- розроблено концептуальну модель структури даних у галузі середовища підтримки системних медичних досліджень;
- реалізовано математичні методи системного аналізу патологічних процесів як ієрархію програмних класів;
- розроблено програмні засоби для виконання системних медичних досліджень, підготовки одержаних результатів до представлення в Інтернет та їх візуалізації.

## Відзнаки
- Почесна грамота Верховної Ради України (2007),
- Почесна грамота Кабінету Міністрів України(2009),
- Почесна Грамота Міністерства охорони здоров'я України (2013),
- відзнака Тернопільської міської ради (2013),
- академік Академія наук вищої школи України (2011).